# Усадьба Фёдора Терещенко
Усадьба Федора Терещенко — памятник истории, искусства и архитектуры Киева, расположенный на Терещенковской улице. Архитектурный комплекс состоит из особняка, дом № 9 и служебного флигеля во дворе, дом № 9а. Особняк построен в 1878 году архитектором Владимиром Николаевым. В настоящее время здание занимает Киевская картинная галерея.

## Строительство и перестройка
Строительство особняка было связано с общей застройкой нового района на пустыре перед зданием университета. Архитектор Викентий Беретти, по проекту которого возводился корпус университета, считал необходимым решить общую градостроительную задачу комплексно, строить каменные дома в единой связке — как принято в столичных городах, о чём в 1838 году уведомил киевскую городскую власть. Для проектирования здания был приглашён известный киевский архитектор Владимир Николаев.
Дом был возведён к 1878 году, а в 1880 году его владелица, М. Чаплинская, продала участок земли с особняком и другими сооружениями во дворе коллежскому советнику Фёдору Терещенко. В 1881 году Терещенко обращается к академику архитектуры А. Л. Гуну и заказывает эскизный проект перестройки приобретенного здания и его внутренней отделки.

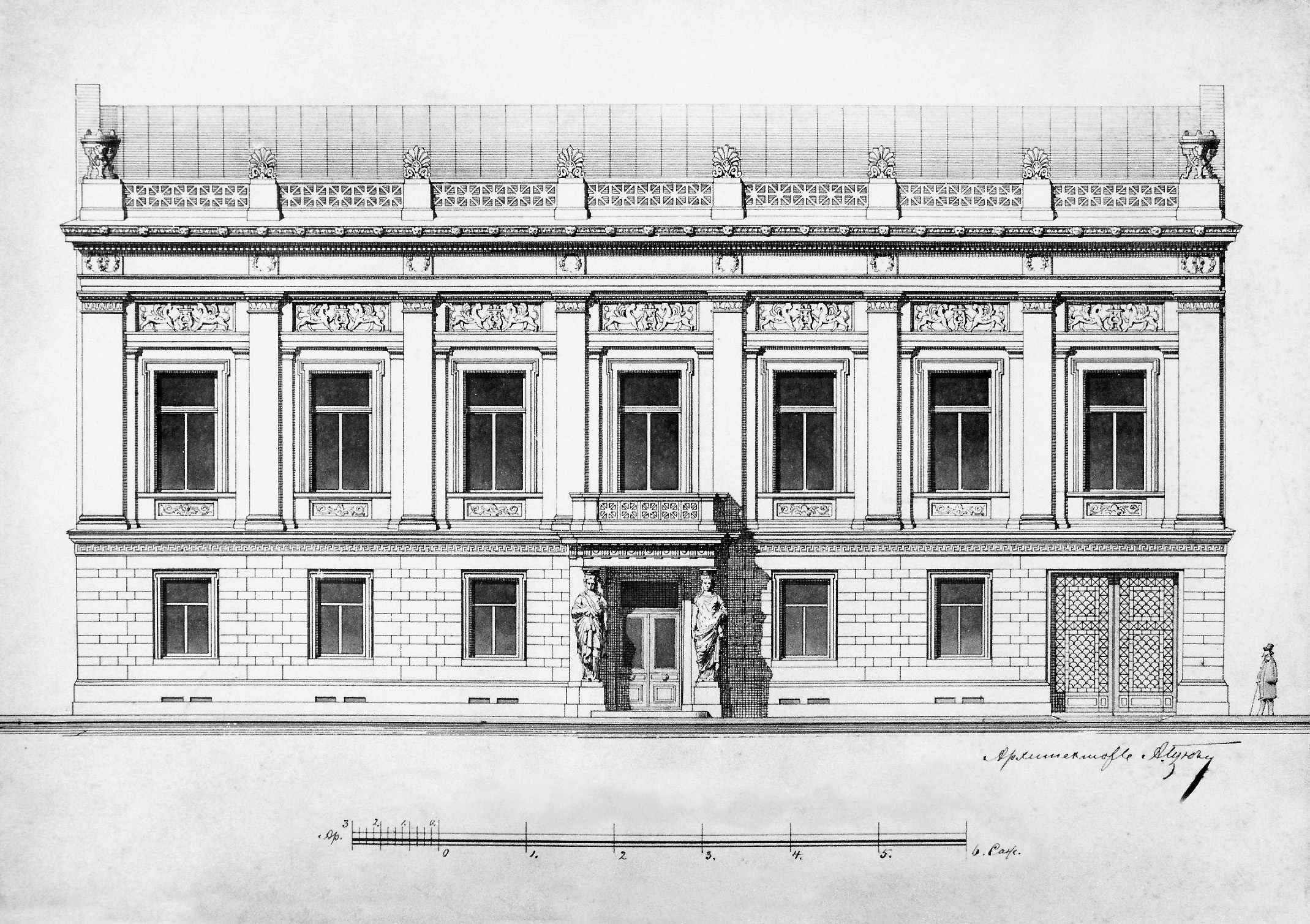
Фасад пристройки к первоначальному зданию. Чертёж А. Л. Гуна

Работы по перестройке выполнялись в 1882—1884 годах при участии петербургских подрядчиков, специалистов мебельной фирмы Мельцера, скульпторы Шварц и Ботта, художник Сидиков. Руководил строительством автор первоначального проекта В. М. Николаев.
В законченном виде здание приняло асимметричный вид, поскольку левая часть особняка, возведенного по первоначальному проекту, была сохранена. Третий этаж существует только со двора, а по главному фасаду за его счёт была увеличена высота парадных залов второго этажа. Новый центральный вход выдвинут на мостовую и украшен кариатидами. Окна второго этажа выделены пилястрами и верхними филёнками с мифологическими сюжетами, карниз отделан медальонами и львиными маскаронами. В целом фасад выполнен в неогреческом стиле.
Внутреннее пространство решено в сочетании торжественности анфилады парадных залов и домашнего уюта довольно скромных жилых помещений. Интерьеры будуара, диванной, гостиной, кабинета, столовой оформлены лепным и цветным декором и украшене резьбой. Их убранство стилизовано под различные архитектурные стили. В это же время возникла идея дополнительной пристройки к зданию, включающей специальное помещение для картинной галереи и зимнего сада. Планирование этих помещений выполнил архитектор Николаев.

## История
В 1885 году строительство было завершено, и семья Фёдора Терещенко переехала в особняк. В этом доме Фёдор Артемович проживал со своей второй женой Надеждой, здесь родились их дети Надежда, Фёдор и Наталья.
После смерти Фёдора Терещенко в 1894 году особняк и всё имущество, согласно завещанию, перешли в собственность сына хозяина, но оставлены в пожизненное владение вдове, которая расширяет участок, приобретя в 1903 году соседнюю усадьбу (№ 7 / 13). В годы Первой мировой войны в доме (№ 7 / 13) был организован госпиталь.
Семья Терещенко покинула Киев в 1918 году. Особняк после отъезда владелицы в годы революции и гражданской войны использовался различными организациями и учреждениями. Здесь располагалось МИД Центральной Рады, правительства Скоропадского и Директории, штабы Красной Армии, деникинской армии, штаб Драгомирова, польской пулеметной роты, Ревтрибунала 14-го корпуса Красной Армии.
В 1919 году Комиссариат народного образования советского правительства выдал охранный лист на помещение, а с 1922 года здесь размещается Киевская картинная галерея.
У дома в 1983 году был установлен памятник Репину работы московского скульптора А. Комова. А в 2001 году на фасаде здания появилась мемориальная доска в память об Александре Шульгине — первом министре иностранных дел Украины.

## Ресурсы интернета
- Сайт музея русского искусства  (рус.);
- Энциклопедия Киева  (укр.)